# ديردري شانون
ديردري شانون (بالإنجليزية: Deirdre Shannon)‏ هي مغنية أيرلندية، ولدت في 19 يوليو 1970 في مقاطعة ميث في جمهورية أيرلندا.

## وصلات خارجية
- ديردري شانون على موقع أول ميوزيك (الإنجليزية)

- الموقع الرسمي